# Великоархангельское сельское поселение
Великоархангельское сельское поселение — муниципальное образование в Бутурлиновском районе Воронежской области.
Административный центр — село Великоархангельское.

## Население
| 2010  | 2012  | 2013  | 2014  | 2015  | 2016  | 2017  | 2018  | 2019  |
| ----- | ----- | ----- | ----- | ----- | ----- | ----- | ----- | ----- |
| 1262  | ↘1219 | ↘1191 | ↘1173 | ↘1157 | ↘1136 | ↘1104 | ↘1084 | ↘1059 |
| 2020  | 2021  |       |       |       |       |       |       |       |
| ↘1035 | ↘982  |       |       |       |       |       |       |       |

## Административное деление
Состав поселения:
- село Великоархангельское,
- село Тюниково.